# Arthur John Arberry
Arthur John Arberry, född 12 maj 1905 i Portsmouth i England, död den 21 oktober 1969 i Cambridge i England, brittisk iranist, orientalist och översättare. Arberry utbildades vid Portsmouth Grammar School och Pembroke College i Cambridge.
Han var först verksam som bibliotekarie vid Library of the India Office. Mellan åren 1944 och 1947 var han ämnesföreträdare i persiska vid School of Oriental and African Studies SOAS i London. Han utsågs därefter till professor i arabiska vid Cambridge University och fellow vid Pembroke College i Cambridge, där han verkade fram till sin död. Arberry gjorde en stor insats för att introducera persisk litteratur och dess mästverk i Storbritannien. Hans främsta monografi har titeln Classical Persian Literature.